# Mistrovství světa ve fotbale hráčů do 17 let 2007
Mistrovství světa ve fotbale hráčů do 17 let 2007 bylo 12. ročníkem tohoto turnaje. Vítězem se stala nigerijská fotbalová reprezentace do 17 let. Poprvé se závěrečného turnaje zúčastnilo 24 týmů místo dosavadních 16.

## Kvalifikované týmy
| Konfederace                                   | Kvalifikační turnaj                                       | Kvalifikováni                                    |
| --------------------------------------------- | --------------------------------------------------------- | ------------------------------------------------ |
| AFC (Asie)                                    | Mistrovství Asie ve fotbale hráčů do 17 let 2006          | Japonsko Severní Korea Tádžikistán1 Sýrie1       |
| CAF (Afrika)                                  | Mistrovství Afriky ve fotbale hráčů do 17 let 2007        | Ghana Nigérie Togo1 Tunisko                      |
| CONCACAF (Severní, Střední Amerika a Karibik) | Mistrovství ve fotbale zemí CONCACAF hráčů do 17 let 2007 | Haiti1 Honduras1 Kostarika USA Trinidad a Tobago |
| CONMEBOL (Jižní Amerika)                      | Mistrovství Jižní Ameriky ve fotbale hráčů do 17 let 2007 | Brazílie Kolumbie Argentina Peru                 |
| OFC (Oceánie)                                 | Mistrovství Oceánie ve fotbale hráčů do 17 let 2007       | Nový Zéland                                      |
| UEFA (Evropa)                                 | Mistrovství Evropy ve fotbale hráčů do 17 let 2007        | Belgie1 Anglie1 Francie Španělsko Německo        |
| Hostitel                                      | Hostitel                                                  | Jižní Korea                                      |

1 Tým se účastnil poprvé v historii.

## Základní skupiny
| Vysvětlivky | Vysvětlivky                                                                                    |
| ----------- | ---------------------------------------------------------------------------------------------- |
|             | První dva týmy z každé skupiny a čtyři nejlepší týmy na třetích místech postoupily do play off |

### Skupina A
| Tým         | Z | V | R | P | VG | IG | +/- | B |
| ----------- | - | - | - | - | -- | -- | --- | - |
| Peru        | 3 | 2 | 1 | 0 | 2  | 0  | +2  | 7 |
| Kostarika   | 3 | 1 | 1 | 1 | 3  | 2  | +1  | 4 |
| Jižní Korea | 3 | 1 | 0 | 2 | 2  | 4  | -2  | 3 |
| Togo        | 3 | 0 | 2 | 1 | 2  | 3  | -1  | 2 |

| 18. srpna 2007 17:00 KST 08:00 UTC |        |          |                                                                           |
| Kostarika                          | 1:1    | Togo     | Suwon Sports Complex, Suwon diváci: 7 256 rozhodčí: Salvio Fagundes Filho |
| Martinez 81'                       | Report | Mani 39' | Suwon Sports Complex, Suwon diváci: 7 256 rozhodčí: Salvio Fagundes Filho |

| 18. srpna 2007 20:00 KST 11:00 UTC |        |             |                                                                 |
| Jižní Korea                        | 0:1    | Peru        | Suwon Sports Complex, Suwon diváci: 27 112 rozhodčí: Ivan Bebek |
|                                    | Report | Bazalar 29' | Suwon Sports Complex, Suwon diváci: 27 112 rozhodčí: Ivan Bebek |

| 21. srpna 2007 17:00 KST 08:00 UTC |        |      |                                                                  |
| Togo                               | 0:0    | Peru | Suwon Sports Complex, Suwon diváci: 1 300 rozhodčí: Joel Aguilar |
|                                    | Report |      | Suwon Sports Complex, Suwon diváci: 1 300 rozhodčí: Joel Aguilar |

| 21. srpna 2007 20:00 KST 11:00 UTC |        |             |                                                                        |
| Kostarika                          | 2:0    | Jižní Korea | Suwon Sports Complex, Suwon diváci: 23 120 rozhodčí: Grzegorz Gilewski |
| Urena 85' Peralta 90+1'            | Report |             | Suwon Sports Complex, Suwon diváci: 23 120 rozhodčí: Grzegorz Gilewski |

| 24. srpna 2007 20:00 KST 11:00 UTC   |        |             |                                                                      |
| Jižní Korea                          | 2:1    | Togo        | Ulsan Complex Stadium, Ulsan diváci: 22 000 rozhodčí: Bertrand Layec |
| Seol Jae-Mun 45+1' Yoon Bitgaram 80' | Report | Atakora 20' | Ulsan Complex Stadium, Ulsan diváci: 22 000 rozhodčí: Bertrand Layec |

| 24. srpna 2007 20:00 KST 11:00 UTC |        |           |                                                                     |
| Peru                               | 1:0    | Kostarika | Jeju World Cup Stadium, Sogüpcho diváci: 510 rozhodčí: Eddy Maillet |
| Bazalar 89'                        | Report |           | Jeju World Cup Stadium, Sogüpcho diváci: 510 rozhodčí: Eddy Maillet |

### Skupina B
| Tým           | Z | V | R | P | VG | IG | +/- | B |
| ------------- | - | - | - | - | -- | -- | --- | - |
| Anglie        | 3 | 2 | 1 | 0 | 8  | 2  | +6  | 7 |
| Brazílie      | 3 | 2 | 0 | 1 | 14 | 3  | +11 | 6 |
| Severní Korea | 3 | 1 | 1 | 1 | 3  | 7  | -4  | 4 |
| Nový Zéland   | 3 | 0 | 0 | 3 | 0  | 13 | -13 | 0 |

| 18. srpna 2007 14:00 KST 05:00 UTC |        |           |                                                                        |
| Severní Korea                      | 1:1    | Anglie    | Jeju World Cup Stadium, Sogüpcho diváci: 12 600 rozhodčí: Eddy Maillet |
| Rim Chol-Min 89'                   | Report | Moses 62' | Jeju World Cup Stadium, Sogüpcho diváci: 12 600 rozhodčí: Eddy Maillet |

| 18. srpna 2007 17:00 KST 08:00 UTC                                                 |        |             |                                                                            |
| Brazílie                                                                           | 7:0    | Nový Zéland | Jeju World Cup Stadium, Sogüpcho diváci: 8 500 rozhodčí: Grzegorz Gilewski |
| Fabinho 1' Lazaro 6' Giuliano 33' Fábio 50' Alex 54' Lulinha 60', pen.' Junior 87' | Report |             | Jeju World Cup Stadium, Sogüpcho diváci: 8 500 rozhodčí: Grzegorz Gilewski |

| 21. srpna 2007 17:00 KST 08:00 UTC |        |                                            |                                                                         |
| Nový Zéland                        | 0:5    | Anglie                                     | Jeju World Cup Stadium, Sogüpcho diváci: 2 500 rozhodčí: Bertrand Layec |
|                                    | Report | Welbeck 3', 27' Moses 7', 30' Chambers 88' | Jeju World Cup Stadium, Sogüpcho diváci: 2 500 rozhodčí: Bertrand Layec |

| 21. srpna 2007 20:00 KST 11:00 UTC                     |        |               |                                                                           |
| Brazílie                                               | 6:1    | Severní Korea | Jeju World Cup Stadium, Sogüpcho diváci: 13 500 rozhodčí: Ravshan Irmatov |
| Fábio 4', 8' Alex 6' Maicon 22' Giuliano 47' Choco 90' | Report | An Il-Bom 24' | Jeju World Cup Stadium, Sogüpcho diváci: 13 500 rozhodčí: Ravshan Irmatov |

| 24. srpna 2007 17:00 KST 08:00 UTC |        |             |                                                                           |
| Severní Korea                      | 1:0    | Nový Zéland | Ulsan Complex Stadium, Ulsan diváci: 6 000 rozhodčí: Olegario Benquerenca |
| Rim Chol Min 81'                   | Report |             | Ulsan Complex Stadium, Ulsan diváci: 6 000 rozhodčí: Olegario Benquerenca |

| 24. srpna 2007 17:00 KST 08:00 UTC |        |           |                                                           |
| Anglie                             | 2:1    | Brazílie  | Kojang Stadium, Kojang diváci: 9 600 rozhodčí: Ivan Bebek |
| Lansbury 45', pen.' Spence 90'     | Report | Tales 19' | Kojang Stadium, Kojang diváci: 9 600 rozhodčí: Ivan Bebek |

### Skupina C
| Tým       | Z | V | R | P | VG | IG | +/- | B |
| --------- | - | - | - | - | -- | -- | --- | - |
| Španělsko | 3 | 2 | 1 | 0 | 7  | 4  | +3  | 7 |
| Argentina | 3 | 1 | 2 | 0 | 5  | 2  | +3  | 5 |
| Sýrie     | 3 | 1 | 1 | 1 | 3  | 2  | +1  | 4 |
| Honduras  | 3 | 0 | 0 | 3 | 3  | 10 | -7  | 0 |

| 19. srpna 2007 16:00 KST 07:00 UTC |        |                              |                                                                     |
| Honduras                           | 2:4    | Španělsko                    | Ulsan Complex Stadium, Ulsan diváci: 4 800 rozhodčí: Matthew Breeze |
| Martinez 20' Rojas 72'             | Report | Bojan 2', 71' Jordi 56', 81' | Ulsan Complex Stadium, Ulsan diváci: 4 800 rozhodčí: Matthew Breeze |

| 19. srpna 2007 19:00 KST 10:00 UTC |        |       |                                                                     |
| Argentina                          | 0:0    | Sýrie | Ulsan Complex Stadium, Ulsan diváci: 8 100 rozhodčí: Bertrand Layec |
|                                    | Report |       | Ulsan Complex Stadium, Ulsan diváci: 8 100 rozhodčí: Bertrand Layec |

| 22. srpna 2007 17:00 KST 08:00 UTC |        |                         |                                                                    |
| Sýrie                              | 1:2    | Španělsko               | Ulsan Complex Stadium, Ulsan diváci: 3 200 rozhodčí: Craig Thomson |
| Solaiman 70', pen.'                | Report | Mérida 56' Aquino 90+1' | Ulsan Complex Stadium, Ulsan diváci: 3 200 rozhodčí: Craig Thomson |

| 22. srpna 2007 20:00 KST 11:00 UTC      |        |                    |                                                                     |
| Argentina                               | 4:1    | Honduras           | Ulsan Complex Stadium, Ulsan diváci: 3 000 rozhodčí: Jujči Nišimura |
| Meza 45+1' Mazzola 64', 87' Machuca 71' | Report | Leverón 35', pen.' | Ulsan Complex Stadium, Ulsan diváci: 3 000 rozhodčí: Jujči Nišimura |

| 25. srpna 2007 16:00 KST 07:00 UTC |        |                          |                                                                      |
| Honduras                           | 0:2    | Sýrie                    | Jeju World Cup Stadium, Sogüpcho diváci: 430 rozhodčí: Rakesh Varman |
|                                    | Report | Al Taiar 22' Alsalih 80' | Jeju World Cup Stadium, Sogüpcho diváci: 430 rozhodčí: Rakesh Varman |

| 25. srpna 2007 16:00 KST 07:00 UTC |        |             |                                                                      |
| Španělsko                          | 1:1    | Argentina   | Kwangjang Stadium, Kwangjang diváci: 5 500 rozhodčí: Ravshan Irmatov |
| Aquino 68'                         | Report | Benítez 32' | Kwangjang Stadium, Kwangjang diváci: 5 500 rozhodčí: Ravshan Irmatov |

### Skupina D
| Tým      | Z | V | R | P | VG | IG | +/- | B |
| -------- | - | - | - | - | -- | -- | --- | - |
| Nigérie  | 3 | 3 | 0 | 0 | 9  | 2  | +7  | 9 |
| Francie  | 3 | 1 | 1 | 1 | 4  | 4  | 0   | 4 |
| Japonsko | 3 | 1 | 0 | 2 | 4  | 6  | -2  | 3 |
| Haiti    | 3 | 0 | 1 | 2 | 3  | 8  | -5  | 1 |

| 19. srpna 2007 16:00 KST 07:00 UTC |        |            |                                                                    |
| Nigérie                            | 2:1    | Francie    | Kwangjang Stadium, Kwangjang diváci: 8 500 rozhodčí: Craig Thomson |
| Chrisantus 15' Ibrahim 64'         | Report | Saivet 51' | Kwangjang Stadium, Kwangjang diváci: 8 500 rozhodčí: Craig Thomson |

| 19. srpna 2007 19:00 KST 10:00 UTC  |        |                    |                                                                    |
| Japonsko                            | 3:1    | Haiti              | Kwangjang Stadium, Kwangjang diváci: 8 500 rozhodčí: Rakesh Varman |
| Okamoto 42' Kawano 80' Kakitani 84' | Report | Guemsly Junior 71' | Kwangjang Stadium, Kwangjang diváci: 8 500 rozhodčí: Rakesh Varman |

| 22. srpna 2007 17:00 KST 08:00 UTC |        |               |                                                                   |
| Haiti                              | 1:1    | Francie       | Kwangjang Stadium, Kwangjang diváci: 4 500 rozhodčí: Eddy Maillet |
| Desrivieres 21' (pen.)             | Report | Le Tallec 13' | Kwangjang Stadium, Kwangjang diváci: 4 500 rozhodčí: Eddy Maillet |

| 22. srpna 2007 20:00 KST 11:00 UTC |        |                               |                                                                 |
| Japonsko                           | 0:3    | Nigérie                       | Kwangjang Stadium, Kwangjang diváci: 4 500 rozhodčí: Ivan Bebek |
|                                    | Report | Oseni 21' Chrisantus 31', 82' | Kwangjang Stadium, Kwangjang diváci: 4 500 rozhodčí: Ivan Bebek |

| 25. srpna 2007 19:00 KST 10:00 UTC |        |            |                                                                       |
| Nigérie                            | 4:1    | Haiti      | Jeju World Cup Stadium, Sogüpcho diváci: 520 rozhodčí: Matthew Breeze |
| Chrisantus 5', 60' Isa 39', 41'    | Report | Joseph 57' | Jeju World Cup Stadium, Sogüpcho diváci: 520 rozhodčí: Matthew Breeze |

| 25. srpna 2007 19:00 KST 10:00 UTC |        |              |                                                                   |
| Francie                            | 2:1    | Japonsko     | Kojang Stadium, Kojang diváci: 11 054 rozhodčí: Grzegorz Gilewski |
| Mehamha 68' Rivière 70'            | Report | Kakitani 45' | Kojang Stadium, Kojang diváci: 11 054 rozhodčí: Grzegorz Gilewski |

### Skupina E
| Tým         | Z | V | R | P | VG | IG | +/- | B |
| ----------- | - | - | - | - | -- | -- | --- | - |
| Tunisko     | 3 | 3 | 0 | 0 | 8  | 3  | 5   | 9 |
| USA         | 3 | 1 | 0 | 2 | 6  | 7  | -1  | 3 |
| Tádžikistán | 3 | 1 | 0 | 2 | 4  | 5  | -1  | 3 |
| Belgie      | 3 | 1 | 0 | 2 | 3  | 6  | -3  | 3 |

| 20. srpna 2007 17:00 KST 08:00 UTC |        |                                                |                                                                           |
| Belgie                             | 2:4    | Tunisko                                        | Čchangwon Civil Stadium, Čchangwon diváci: 8 230 rozhodčí: Jujči Nišimura |
| Depauw 27' Kis 36'                 | Report | Boughanmi 20' Ayrai 24' Msakni 42', 79' (pen.) | Čchangwon Civil Stadium, Čchangwon diváci: 8 230 rozhodčí: Jujči Nišimura |

| 20. srpna 2007 20:00 KST 11:00 UTC                      |        |                                |                                                                            |
| Tádžikistán                                             | 4:3    | USA                            | Čchangwon Civil Stadium, Čchangwon diváci: 4 570 rozhodčí: Koman Coulibaly |
| Vasiev 32' Shohzukhurov 43' Davronov 82' Fatkhuloev 86' | Report | Bates 9' Garza 48' Schuler 53' | Čchangwon Civil Stadium, Čchangwon diváci: 4 570 rozhodčí: Koman Coulibaly |

| 23. srpna 2007 17:00 KST 08:00 UTC |        |                                             |                                                                              |
| USA                                | 1:3    | Tunisko                                     | Čchangwon Civil Stadium, Čchangwon diváci: 3 115 rozhodčí: Hernando Buitrago |
| Jeffrey 90' (pen.)                 | Report | Hadhria 8' (pen.), 45+1' (pen.) Dkhil 90+4' | Čchangwon Civil Stadium, Čchangwon diváci: 3 115 rozhodčí: Hernando Buitrago |

| 23. srpna 2007 20:00 KST 11:00 UTC |        |               |                                                                          |
| Tádžikistán                        | 0:1    | Belgie        | Čchangwon Civil Stadium, Čchangwon diváci: 1 400 rozhodčí: Rakesh Varman |
|                                    | Report | Benteke 90+2' | Čchangwon Civil Stadium, Čchangwon diváci: 1 400 rozhodčí: Rakesh Varman |

| 26. srpna 2007 16:00 KST 07:00 UTC |        |                    |                                                                                  |
| Belgie                             | 0:2    | USA                | Čchonan Baekseok Stadium, Čchonan diváci: 14 927 rozhodčí: Salvio Fagundes Filho |
|                                    | Report | Urso 63' Bates 71' | Čchonan Baekseok Stadium, Čchonan diváci: 14 927 rozhodčí: Salvio Fagundes Filho |

| 26. srpna 2007 16:00 KST 07:00 UTC |        |             |                                                                  |
| Tunisko                            | 1:0    | Tádžikistán | Suwon Sports Complex, Suwon diváci: 1 235 rozhodčí: Joel Aguilar |
| Msakni 83'                         | Report |             | Suwon Sports Complex, Suwon diváci: 1 235 rozhodčí: Joel Aguilar |

### Skupina F
| Tým               | Z | V | R | P | VG | IG | +/- | B |
| ----------------- | - | - | - | - | -- | -- | --- | - |
| Německo           | 3 | 2 | 1 | 0 | 11 | 5  | +6  | 7 |
| Ghana             | 3 | 2 | 0 | 1 | 8  | 5  | +3  | 6 |
| Kolumbie          | 3 | 1 | 1 | 1 | 9  | 5  | +4  | 4 |
| Trinidad a Tobago | 3 | 0 | 0 | 3 | 1  | 14 | -13 | 0 |

| 20. srpna 2007 17:00 KST 08:00 UTC |        |                                  |                                                                                |
| Kolumbie                           | 3:3    | Německo                          | Čchonan Baekseok Stadium, Čchonan diváci: 7 741 rozhodčí: Olegario Benquerenca |
| Julio 14' Nazarith 66' (pen.), 88' | Report | Dowidat 34', 49' Sukuta-Pasu 39' | Čchonan Baekseok Stadium, Čchonan diváci: 7 741 rozhodčí: Olegario Benquerenca |

| 20. srpna 2007 20:00 KST 11:00 UTC |        |                                       |                                                                                  |
| Trinidad a Tobago                  | 1:4    | Ghana                                 | Čchonan Baekseok Stadium, Čchonan diváci: 11 521 rozhodčí: Salvio Fagundes Filho |
| Campbell 80'                       | Report | Osei 12', 44' Adams 45+1' Bossman 85' | Čchonan Baekseok Stadium, Čchonan diváci: 11 521 rozhodčí: Salvio Fagundes Filho |

| 23. srpna 2007 17:00 KST 08:00 UTC |        |                           |                                                                        |
| Ghana                              | 2:3    | Německo                   | Čchonan Baekseok Stadium, Čchonan diváci: 7 516 rozhodčí: Joel Aguilar |
| Osei 52' Adams 53'                 | Report | Bigalke 5' Kroos 12', 27' | Čchonan Baekseok Stadium, Čchonan diváci: 7 516 rozhodčí: Joel Aguilar |

| 23. srpna 2007 20:00 KST 11:00 UTC |        |                                                   |                                                                            |
| Trinidad a Tobago                  | 0:5    | Kolumbie                                          | Čchonan Baekseok Stadium, Čchonan diváci: 13 537 rozhodčí: Koman Coulibaly |
|                                    | Report | Mosquera 22', 63' Trellez 60' Pardo 68' Serna 72' | Čchonan Baekseok Stadium, Čchonan diváci: 13 537 rozhodčí: Koman Coulibaly |

| 26. srpna 2007 19:00 KST 10:00 UTC |        |                     |                                                                    |
| Kolumbie                           | 1:2    | Ghana               | Ulsan Complex Stadium, Ulsan diváci: 8 500 rozhodčí: Craig Thomson |
| Nazarith 60'                       | Report | Osei 32' Yartey 87' | Ulsan Complex Stadium, Ulsan diváci: 8 500 rozhodčí: Craig Thomson |

| 26. srpna 2007 19:00 KST 10:00 UTC                  |        |                   |                                                                           |
| Německo                                             | 5:0    | Trinidad a Tobago | Čchangwon Civil Stadium, Čchangwon diváci: 4 320 rozhodčí: Jujči Nišimura |
| Broghammer 5' Esswein 30', 37' Funk 39' Wolze 90+3' | Report |                   | Čchangwon Civil Stadium, Čchangwon diváci: 4 320 rozhodčí: Jujči Nišimura |

### Žebříček týmů na třetích místech
| Tým           | Z | V | R | P | VG | IG | +/- | B |
| ------------- | - | - | - | - | -- | -- | --- | - |
| Kolumbie      | 3 | 1 | 1 | 1 | 9  | 5  | +4  | 4 |
| Sýrie         | 3 | 1 | 1 | 1 | 3  | 2  | +1  | 4 |
| Severní Korea | 3 | 1 | 1 | 1 | 3  | 7  | -4  | 4 |
| Tádžikistán   | 3 | 1 | 0 | 2 | 4  | 5  | -1  | 3 |
| Japonsko      | 3 | 1 | 0 | 2 | 4  | 6  | -2  | 3 |
| Jižní Korea   | 3 | 1 | 0 | 2 | 2  | 4  | -2  | 3 |

## Play off

### Osmifinále
| 29. srpna 2007 17:00 KST 08:00 UTC |        |               |                                                                            |
| Španělsko                          | 3:0    | Severní Korea | Ulsan Complex Stadium, Ulsan diváci: 8 500 rozhodčí: Salvio Fagundes Filho |
| Bojan 28', 50' Falqué 67'          | Report |               | Ulsan Complex Stadium, Ulsan diváci: 8 500 rozhodčí: Salvio Fagundes Filho |

| 29. srpna 2007 17:00 KST 08:00 UTC |              |                                |                                                                            |
| Tunisko                            | 1:3 (prodl.) | Francie                        | Čchangwon Civil Stadium, Čchangwon diváci: 2 150 rozhodčí: Ravshan Irmatov |
| Hadhria 49'                        | Report       | Saivet 43' Le Tallec 99', 105' | Čchangwon Civil Stadium, Čchangwon diváci: 2 150 rozhodčí: Ravshan Irmatov |

| 29. srpna 2007 20:00 KST 11:00 UTC |              |              |                                                                    |
| Peru                               | 1:1 (prodl.) | Tádžikistán  | Suwon Sports Complex, Suwon diváci: 1 150 rozhodčí: Matthew Breeze |
| Manco 13'                          | Report       | Davronov 15' | Suwon Sports Complex, Suwon diváci: 1 150 rozhodčí: Matthew Breeze |

|                                    |     | Penaltový rozstřel                                |  |
| Trujillo Calderón Ruiz Manco Avila | 5:4 | Vasiev Radzhabov Abdulloev Fatkhuloev Tukhtasunov |  |

| 29. srpna 2007 20:00 KST 11:00 UTC |        |          |                                                                        |
| Ghana                              | 1:0    | Brazílie | Kwangjang Stadium, Kwangjang diváci: 5 500 rozhodčí: Grzegorz Gilewski |
| Donkor 51'                         | Report |          | Kwangjang Stadium, Kwangjang diváci: 5 500 rozhodčí: Grzegorz Gilewski |

| 30. srpna 2007 17:00 KST 08:00 UTC |        |           |                                                                     |
| Argentina                          | 2:0    | Kostarika | Kojang Stadium, Kojang diváci: 5 698 rozhodčí: Olegario Benquerenca |
| Sauro 25', 41'                     | Report |           | Kojang Stadium, Kojang diváci: 5 698 rozhodčí: Olegario Benquerenca |

| 30. srpna 2007 17:00 KST 08:00 UTC |        |             |                                                                 |
| Nigérie                            | 2:1    | Kolumbie    | Kwangjang Stadium, Kwangjang diváci: 4 500 rozhodčí: Ivan Bebek |
| Isa 78' Alfa 83'                   | Report | Trellez 62' | Kwangjang Stadium, Kwangjang diváci: 4 500 rozhodčí: Ivan Bebek |

| 30. srpna 2007 20:00 KST 11:00 UTC          |        |           |                                                                            |
| Anglie                                      | 3:1    | Sýrie     | Jeju World Cup Stadium, Sogüpcho diváci: 1 650 rozhodčí: Hernando Buitrago |
| Lansbury 17' (pen.) Pearce 45+2' Murphy 62' | Report | Ajouz 51' | Jeju World Cup Stadium, Sogüpcho diváci: 1 650 rozhodčí: Hernando Buitrago |

| 30. srpna 2007 20:00 KST 11:00 UTC |        |             |                                                                          |
| Německo                            | 2:1    | USA         | Čchonan Baekseok Stadium, Čchonan diváci: 15 069 rozhodčí: Craig Thomson |
| Sukuta-Pasu 65', 89'               | Report | Bates 90+2' | Čchonan Baekseok Stadium, Čchonan diváci: 15 069 rozhodčí: Craig Thomson |

### Čtvrtfinále
| 1. září 2007 16:00 KST 07:00 UTC |              |               |                                                                       |
| Španělsko                        | 1:1 (prodl.) | Francie       | Jeju World Cup Stadium, Sogüpcho diváci: 2 310 rozhodčí: Joel Aguilar |
| Jordi 72'                        | Report       | Le Tallec 52' | Jeju World Cup Stadium, Sogüpcho diváci: 2 310 rozhodčí: Joel Aguilar |

|                                 |     | Penaltový rozstřel                       |  |
| Nacho Rodri Bojan Mérida Aquino | 5:4 | Sakho Le Tallec Bourgeois M'Vila N'Diaye |  |

| 1. září 2007 19:00 KST 10:00 UTC |        |                      |                                                                           |
| Peru                             | 0:2    | Ghana                | Čchangwon Civil Stadium, Čchangwon diváci: 7 555 rozhodčí: Jujči Nišimura |
|                                  | Report | Adams 45+1' Osei 53' | Čchangwon Civil Stadium, Čchangwon diváci: 7 555 rozhodčí: Jujči Nišimura |

| 2. září 2007 16:00 KST 07:00 UTC |        |                                    |                                                                           |
| Argentina                        | 0:2    | Nigérie                            | Čchonan Baekseok Stadium, Čchonan diváci: 14 581 rozhodčí: Matthew Breeze |
|                                  | Report | Haruna 33' (pen.) Chrisantus 45+2' | Čchonan Baekseok Stadium, Čchonan diváci: 14 581 rozhodčí: Matthew Breeze |

| 2. září 2007 19:00 KST 10:00 UTC |        |                                                |                                                                       |
| Anglie                           | 1:4    | Německo                                        | Kojang Stadium, Kojang diváci: 12 560 rozhodčí: Salvio Fagundes Filho |
| Murphy 65'                       | Report | Rudy 50' Sukuta-Pasu 56' Dowidat 74' Kroos 87' | Kojang Stadium, Kojang diváci: 12 560 rozhodčí: Salvio Fagundes Filho |

### Semifinále
| 5. září 2007 19:00 KST 10:00 UTC |              |           |                                                                            |
| Španělsko                        | 2:1 (prodl.) | Ghana     | Ulsan Complex Stadium, Ulsan diváci: 9 700 rozhodčí: Salvio Fagundes Filho |
| Aquino 67' Bojan 116'            | Report       | Adams 80' | Ulsan Complex Stadium, Ulsan diváci: 9 700 rozhodčí: Salvio Fagundes Filho |

| 6. září 2007 19:00 KST 10:00 UTC       |        |           |                                                                  |
| Nigérie                                | 3:1    | Německo   | Suwon Sports Complex, Suwon diváci: 3 472 rozhodčí: Joel Aguilar |
| Chrisantus 10' Alfa 18' Akinsola 90+4' | Report | Kroos 33' | Suwon Sports Complex, Suwon diváci: 3 472 rozhodčí: Joel Aguilar |

### O 3. místo
| 9. září 2007 16:00 KST 07:00 UTC |        |                         |                                                                            |
| Ghana                            | 1:2    | Německo                 | Soul World Cup Stadium, Soul diváci: 22 345 rozhodčí: Olegario Benquerenca |
| Osei 67'                         | Report | Kroos 17' Esswein 90+2' | Soul World Cup Stadium, Soul diváci: 22 345 rozhodčí: Olegario Benquerenca |

### Finále
| 9. září 2007 19:00 KST 10:00 UTC |              |         |                                                                      |
| Španělsko                        | 0:0 (prodl.) | Nigérie | Soul World Cup Stadium, Soul diváci: 36 125 rozhodčí: Jujči Nišimura |
|                                  | Report       |         | Soul World Cup Stadium, Soul diváci: 36 125 rozhodčí: Jujči Nišimura |

|                            |     | Penaltový rozstřel |  |
| Illarramendi Mérida Falqué | 0:3 | Edile Joshua Oseni |  |